# Taarnet
 Ikke at forveksle med Vagttårnet.
Taarnet var et månedsskrift for kunst og litteratur, der udkom i perioden fra oktober 1893 til december 1894. Forfatteren Johannes Jørgensen var bladets redaktør, og til inderkredsen hørte desuden Viggo Stuckenberg og Sophus Claussen samt medredaktørerne Carl Buhl og Jens Sigvard Simon Koch.
Taarnet var sammen med Den frie Udstilling et samlingspunkt for symbolismen i Danmark. Taarnets læsere blev præsenteret for både dansk og international symbolistisk litteratur og billedkunst.